# Молодовка (Волынская область)
Молодовка (укр. Молодівка) — село в Турийской поселковой общине Ковельского района Волынской области Украины.
Код КОАТУУ — 0725587604. Население по переписи 2001 года составляет 20 человек. Почтовый индекс — 44850. Телефонный код — 3363. Занимает площадь 0,5 км².

## История
В 1946 году указом ПВС УССР хутор Зигмунтовка переименован в Молодовку.
До 2020 года входило в Турийский район.